# Herschwiesen
Herschwiesen ist ein Ortsbezirk der Stadt Boppard. Der Ort liegt auf den Hunsrückhöhen zwischen Rhein und Mosel. Als Ortsteil umfasst Herschwiesen noch den Ort Windhausen.

## Geographie
Herschwiesen ist der älteste Ort und Mittelpunkt des sogenannten Niederkirchspiels. Der Ort liegt im Vorderhunsrück auf einem Bergrücken zwischen Mosel und Rhein. Nach Boppard am Rhein sind es etwa 12 km, nach Brodenbach an der Mosel rund 7 km. Nachbarorte sind Windhausen, Hübingen, Oppenhausen, Kröpplingen sowie östlich gelegen der Ort Buchholz.

## Geschichte
Erstmals wurde die Kirche Herschwiesen im Jahre 1241 urkundlich erwähnt, wobei bereits im 10. Jahrhundert eine Kapelle in Herschwiesen existiert haben soll. Der heutige Ortsteil Windhausen wurde 1245 erstmals erwähnt.
Ein Antrag auf einen Kirchenneubau wurde im Jahre 1743 an den Erzbischof von Trier gestellt. Dieser Antrag wurde genehmigt und im Jahre 1745 wurde mit dem Neubau der Kirche begonnen. Die Kirche und die dazugehörige Kirchenmauer mit Pfarrscheune, Pfarrhaus und Pfarrhof prägen seitdem das Ortsbild.
Bis zur Eingliederung in die neue Gemeinde Boppard am 31. Dezember 1975 war Herschwiesen eine eigenständige Gemeinde.

## Politik

### Ortsbeirat
Der Ortsbeirat in Herschwiesen besteht aus fünf ehrenamtlichen Ratsmitgliedern, die zuletzt bei der Kommunalwahl am 9. Juni 2024 gewählt wurden, und dem ebenfalls ehrenamtlichen Ortsvorsteher als Vorsitzendem.
Die Sitzverteilung im gewählten Ortsbeirat:
| Wahl | SPD | CDU | BfB * | K ** | Gesamt  |
| ---- | --- | --- | ----- | ---- | ------- |
| 2024 | 2   | 2   | 1     | –    | 5 Sitze |
| 2019 | 3   | 2   | –     | –    | 5 Sitze |
| 2014 | 4   | –   | –     | 1    | 5 Sitze |

### Ortsvorsteher
Heinrich Ely (CDU) wurde am 12. September 2024 Ortsvorsteher von Herschwiesen. Bei der Direktwahl am 9. Juni 2024 hatte er sich mit einem Stimmenanteil von 53,0 % gegen einen Mitbewerber durchgesetzt.
Elys Vorgänger Herbert Schaefer (SPD) kandidierte bei der Wahl 2024 nicht erneut. Zuletzt bei der Direktwahl am 26. Mai 2019 war er als einziger Bewerber mit einem Stimmenanteil von 71,7 % in seinem Amt bestätigt worden. Reinhold Riegel war 25 Jahre Ortsvorsteher von Herschwiesen.

## Wirtschaft
Trotz der überschaubaren Einwohnerzahl gibt es in Herschwiesen einige Unternehmen, die ihre Dienstleistungen über den Standort Herschwiesen hinaus anbieten.

## Vereinsleben
Herschwiesen hat ein ausgeprägtes Vereinsleben. Der größte Verein ist der Geselligkeitsverein, gegründet im Jahre 1950, der jedes Jahr die traditionelle Pankratiuskirmes veranstaltet. Einige Mitglieder des Geselligkeitsvereins waren auch in der vereinseigenen Theatergruppe tätig, bis sich im Jahre 1990 die Theatergruppe Die Däkta formierte.
Ein weiterer Verein aus Herschwiesen ist die Freizeitfußballmannschaft FC Berta, die in jedem Jahr die große Tombola am Kirmesmontag sowie das jährliche Dorffest im Pfarrgarten austrägt.
Auf Initiative einiger Einwohner hat sich die Initiative Pro-Obst Niederkirchspiel e. V. gegründet, die sich der Pflege und Unterhaltung der weitläufigen Streuobstwiesen verschrieben hat.
Zum Erhalt und Schutz der Kirche hat sich der Förderverein Pfarrkirche St. Pankratius Herschwiesen gebildet.

## Sehenswürdigkeiten
- Katholische Pfarrkirche St. Pankratius (Umgangssprachlich auch: Dom des Vorderhunsrücks) – in den Jahren 1744 bis 1746 von dem Tiroler Baumeister Johann Neurohr errichtete Pfarrkirche im Barockstil. 2011 wurde die Kirche in einer 15-monatigen Baumaßnahme im Innenbereich komplett saniert.
- Fachwerkhäuser – mehrere restaurierte Fachwerkhäuser aus dem 17. und 18. Jahrhundert
- Historisches Pfarrzentrum – Ortsbildprägend ist die erhöht stehende Pfarrkirche St. Pankratius mit Pfarrhaus, Ökonomiegebäude, Pfarrhof und Pfarrgarten, die durch eine große Ringmauer umgeben sind.
- Streuobstwiesengürtel – Der Ort Herschwiesen ist in einer Landschaftsmulde eingegrünt durch etliche Streuobstwiesen (circa 50 Hektar).
- Traumschleife Hasenkammer – ein Premium Rundwanderweg startet am Kirmesplatz in Herschwiesen und führt einmal um das Runddorf, vorbei am Steinbruch über die Wanderschutzhütte bis hin zum Donnerloch.
- Schwarze Mutter Gottes – im Ortsteil Windhausen befindet sich am Ortseingang die Wallfahrtskirche zur schwarzen Muttergottes.
- Ehrbachklamm – Einstieg in der Nähe von Windhausen
- Schloss Schöneck – Ebenfalls im Ortsteil Windhausen befindet sich das Schloss Schöneck, das gegen Ende des 12. Jahrhunderts von dem Reichsministerialien Konrad von Boppard als Reichsburg erbaut wurde und im 19. Jahrhundert zum Schloss ausgebaut wurde.